# Barycholos pulcher
Barycholos pulcher es una especie de anfibio anuro de la familia Craugastoridae. Es endémica del oeste de Ecuador.